# Basilica di San Bellino
La basilica di San Bellino, ufficialmente chiesa di San Bellino Vescovo e Martire, è una chiesa parrocchiale sita nell'omonimo comune.
Il complesso urbanistico-architettonico, composto dalla chiesa, dal campanile e dalla piazza attigua, sorge al centro del paese. Ha la dignità di basilica minore.

## Storia

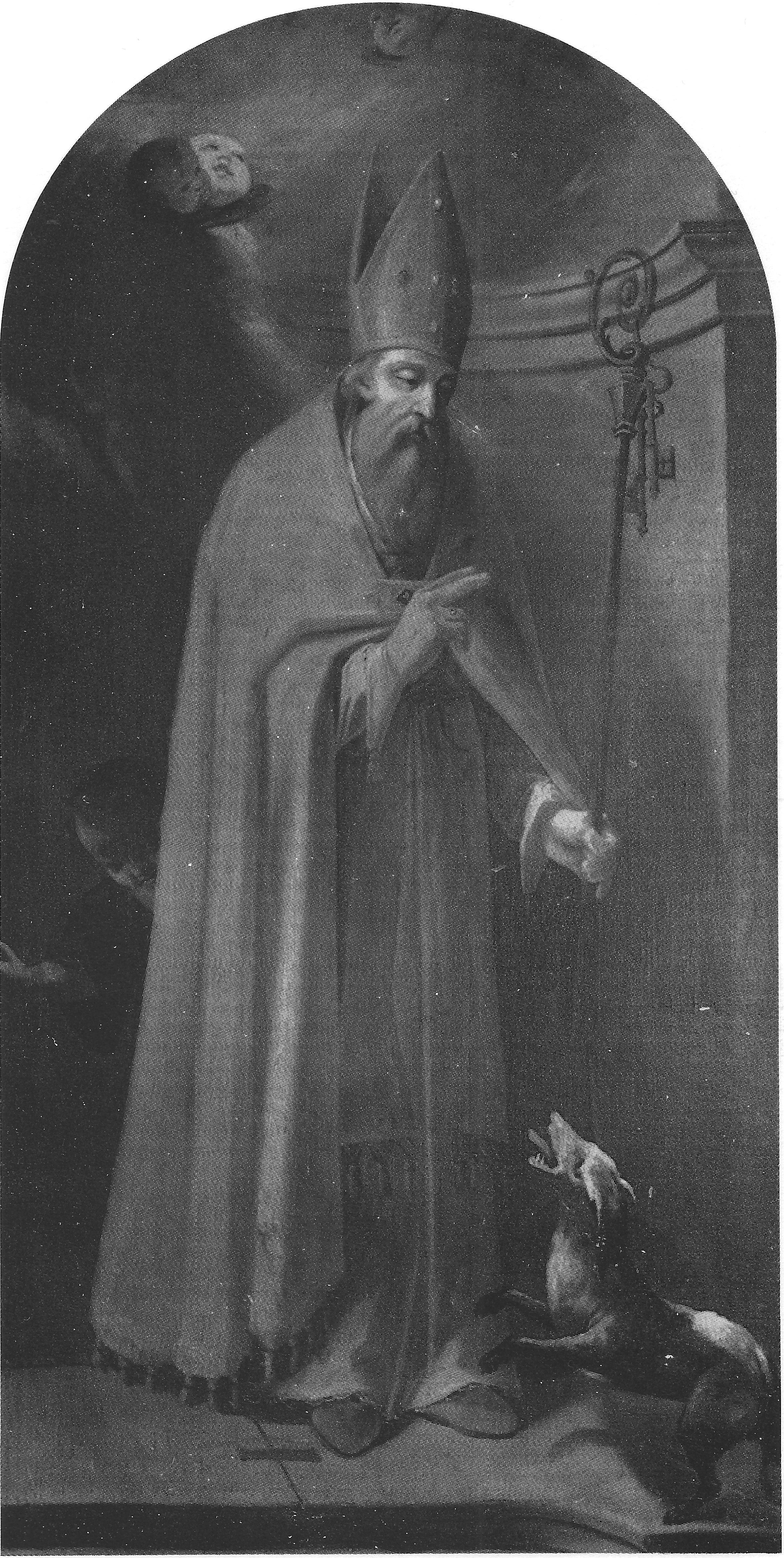
Interno, pala di San Bellino, Anonimo, olio su tela del XVIII secolo (attribuzione incerta a Mattia Bortoloni).

L'attuale edificio sorge sulle fondamenta di una precedente chiesa, la collegiata di San Martino di Variano, titolo che dava anche nome al centro abitato, originariamente citato Maneggio, prima che assumesse l'attuale dedicato al vescovo martire. Le pur vaghe notizie fanno risalire la presenza nei pressi dell'abitato di una chiesa dedicata a San Giacomo di Lugarano, chiesa che dopo l'assassinio del vescovo Bellino Bertaldi, tra il 1147 e il 1148, per opera di sicari inviati da Tomaso Capodivacca-Capineri, signorotto padovano, ne accolsero inizialmente le spoglie mortali. Questa però venne distrutta a seguito delle disastrose inondazioni che in quelli anni flagellarono il territorio, per cui, ritrovati i resti di Bellino tra le sue macerie, si decise di tumularle nella collegiata di San Martino di Variano. Questa manterrà l'originaria titolazione all'incirca fino al 1276, anno in cui Bellino, che era intanto stato canonizzato santo e proclamato ab immemorabili protettore della diocesi di Adria, muterà il titolo in suo ricordo.
L'attuale chiesa, risalente al 1649, fu ricostruita dall'arciprete don Cesare Graziadei con il contributo economico della popolazione.

## Descrizione

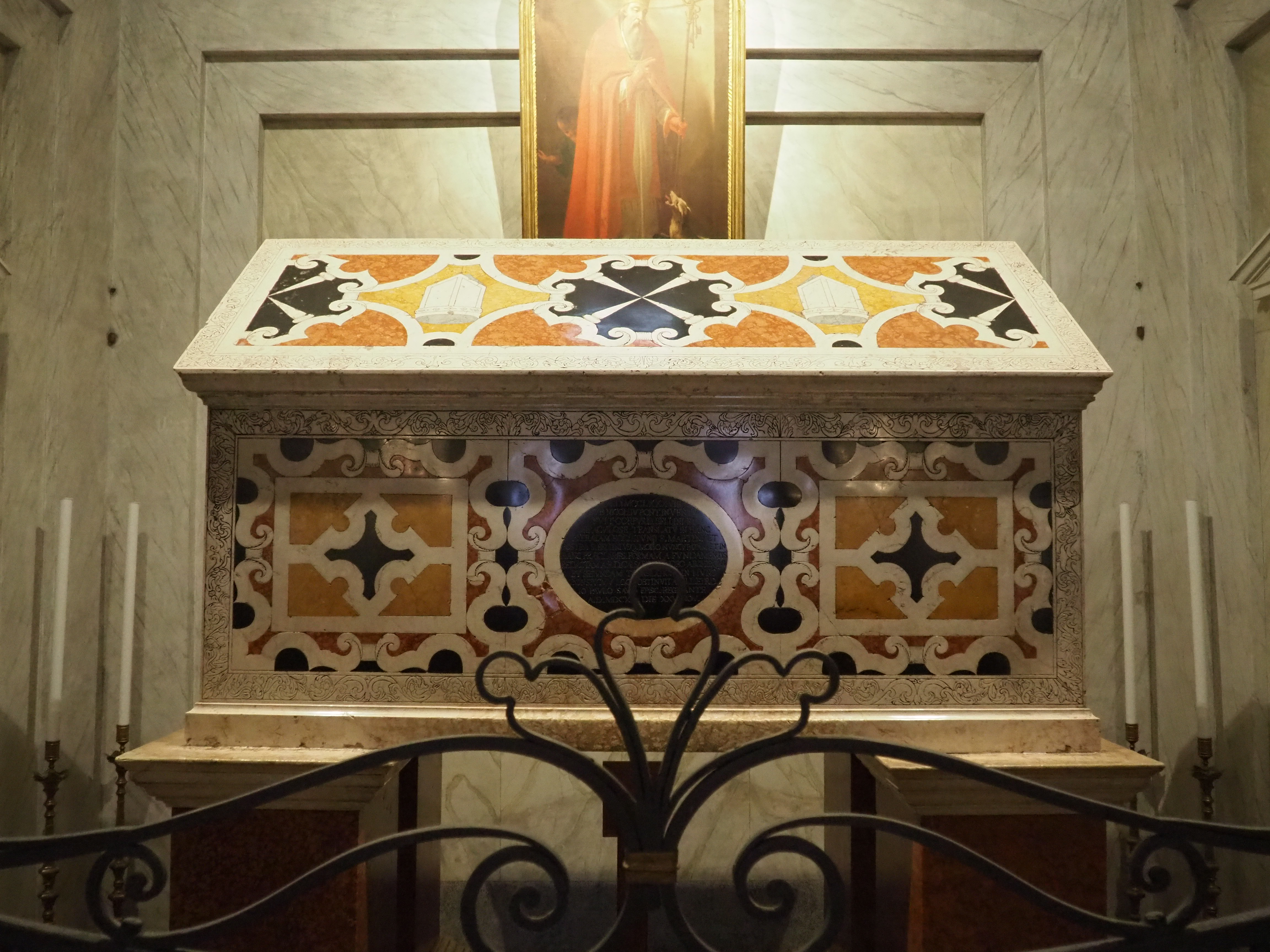
Il sarcofago in marmo policromo con i resti mortali di san Bellino di Padova sita nella zona absidale.

La facciata, dai richiami gotici, è distinta in due parti: quella inferiore è caratterizzata da sei colonne tuscaniche a lesene, dai quattro finestroni e dal portale d'ingresso, mentre quella superiore, che riprende lo stesso motivo decorativo della parte sottostante, è ingentilita al centro dal rosone, di stile romanico, e dalla presenza di due statue raffiguranti due angeli posti sui lati. Fino all'inizio del 1997 era possibile ammirare nelle due nicchie superiori le statue settecentesche di S. Martino e di S. Bellino, patroni del paese, ora poste all'interno della chiesa nelle nicchie laterali dell'altare maggiore per disposizione della Soprintendenza ai Beni Artistici - Culturali di Verona. Il timpano è ornato da tre pinnacoli terminanti con la croce. La pianta della chiesa è cruciforme, suddivisa in tre navate. All'interno della chiesa sono presenti molte opere settecentesche del pittore veneziano Angelo Trevisani tra le quali vi è la Pala della natività collocata nella navata destra e la Pala della crocifissione posta nella navata sinistra. Inoltre, nell'ultima parte dell'abside si trova l'urna marmorea che custodisce le spoglie di San Bellino vescovo e una pala dipinta nel 1736 da Mattia Bortoloni raffigurante il vescovo Bellino con il pastorale e le chiavi che protegge un ragazzo dall'attacco di un cane rabbioso.
Il campanile, realizzato in stile tardo romanico, fu costruito in pietra a vista all'inizio del Cinquecento. È costituito da quattro ripiani, l'ultimo dei quali è la cella campanaria, suddivisi da cornicioni. Nel 1843 le campane erano quattro e tutte benedette, ma durante la seconda guerra mondiale, e precisamente il 27 febbraio 1943, ne vennero asportate tre e solo quella più grande rimase all'interno del campanile, forse perché, a causa delle sue dimensioni, non passava attraverso le bifore che ornano la cella campanaria. Le campane requisite ritornarono alla loro originaria collocazione nel 1947 in occasione dell'VIII centenario della morte di San Bellino.